# Belényesi csata
A belényesi csata a Rákóczi-szabadságharc egyik összecsapása, mely 1704. január 14-én zajlott Belényesen. A kurucokat a bihari rajtaütés során legyőző, gazdag zsákmánnyal vonuló báró Löffelholz ezredes belényesi várkastélyt ostromló csapatai vereséget szenvedtek a Bóné András által vezetett kuruc felmentő seregtől.

## Előzmények
Arad császári őrségének parancsnoka, báró Löffelholz ezredes 1704. január 7-én erősítést juttatott be a kurucok által már hosszú ideje körülzárt Nagyvárad várába. Ezután csapataival a közeli bihari földvárban táborozó kurucokra támadt, akik bár tudtak közeledtéről, meglepetésszerű hajnali támadása miatt mégis súlyos vereséget szenvedtek. Löffelholz ezután a Diószeg melletti másik kuruc táborra támadt, ám annak őrzői felszerelésüket hátrahagyva elmenekültek. A kb. 1000 szekérből álló zsákmánnyal Löffelholz visszatért Nagyváradra, őrségét megerősítette, a várat ellátta élelmiszerrel, majd csapataival és a zsákmány másik részével január 11-én visszaindult Aradra. Erre azonban nem a legrövidebb utat választotta: talán az eddigi sikereitől fellelkesülve úgy döntött, hogy megtámadja a kurucok kezén lévő Belényest.

## A csata

### A szemben álló felek
A belényesi várkastély védőinek száma nem ismert, Bóné felmentő serege 1000 kuruc lovasból állhatott. Löffelholz csapatainak száma szintén ismeretlen, de Tököli által vezetett elővédje 600 szerb lovasból állt.

### A csata lefolyása
Löffelholz egységeit szekérvárban helyezte el, majd január 13-án este tüzérsége elkezdte lőni a várkastélyt. Miután a parancsnok úgy ítélte meg, hogy az ágyúk elegendő pusztítást végeztek, az éjszaka folyamán rohamot rendelt el. A kastélyt körülvevő palánkot könnyen el is foglalták a császáriak, ám mivel közben az ágyútalpak eltörtek, nem tudtak pontosan célozni és az ostrom abbamaradt. Azt is ekkor tudta meg, hogy a még a bihari kurucok megsegítésére Erdélyből indult felmentő sereg Bóné András vezetésével a közelben tartózkodik. Löffelholz velük nem akart összecsapni, így igyekezett az ostromot minél hamarabb befejezni. A várban lévő kurucok azonban a megadási tárgyaláson húzták az időt (ők is Bóné csapatainak megérkezésében bíztak), majd a felmentő sereg érkezéséről megbizonyosodva elutasították a vár átadását. A császári parancsnok 14-én feltörette a Fehér-Körös jegét, hogy ezzel a közeledő kurucok átkelését ellehetetlenítse, majd újabb ostromeszközöket készíttetett. Este rohamhoz állította a csapatait és épp a parancs kiadására készült, amikor szekértábora felől nagy zajt hallott. Bóné kurucai nem Belényesnél, hanem jóval feljebb keltek át a folyón, így a várkastély megrohanására készülő császáriakat meglepve a hátuk mögé kerültek. A hírre a császári gyalogság egy része visszarohant a szekértáborba, hogy ottani zsákmányát biztosítsa, Löffelholz ezután már csak a reguláris gyalogságot tudta irányítása alatt tartani. Őket a kastély előtt úgy helyezte el, hogy a védők kitörését megakadályozza. Bóné kurucainak első támadását a szekérvár őrzői visszaverték. Ekkor érkezett meg Tököli szerb lovassága, hogy a szekérvár védőit tehermentesítse. A lovasok azonban a sötétben a szekerektől nagyobb távolságra helyezkedtek el, így nem tudtak egymás számára megfelelő segítséget nyújtani. Bóné azonnal felismerte és kihasználta ezt a kedvező lehetőséget. Abbahagyta a szekérvár támadását és a lovasok ellen vezényelte egységeit, akiket gyorsan szét is vert. A szekértábor őrsége ettől annyira megijedt, hogy a felszerelést hátrahagyva lovon elmenekült a közeli erdőbe, ahová a szerb katonaság többsége is követte őket. Löffelholz fegyelmezett egységei ekkor alig 200 méterre voltak az eseményektől, de beavatkozás helyett alakzatba felállva várták a kurucok támadását. Bóné katonáinak rohamát puskatűzzel és gránátokkal sikerült is megtörniük. A küzdelem egész nap folytatódott, mindkét fél katonai kimerültek. Amikor Löffelholz tudomására jutott, hogy többi egysége már elmenekült, a visszavonulás mellett döntött. 14-én éjszaka csapatait nehéz erdei terepen Borosjenőre vonta vissza, mert abban reménykedett, hogy a megfutott szerb katonaság is itt gyülekezett újra össze, így velük kiegészülve visszatérhet Belényesre a zsákmányért. Amikor odaérve felismerte, hogy ebben tévedett, csapatával Aradra vonult vissza.

### Veszteségek
A kurucok veszteségeit nem ismerjük. A bécsi jelentések szerint a császári sereg katonái közül 22 meghalt, 70 megsebesült, 37 pedig eltűnt. Ez az egész napos heves csatát figyelembe véve alacsony számnak tűnik. Tököli kurucokhoz szökött titkára szerint a szerb katonaság 900 főt vesztett. A császáriak elvesztették teljes felszerelésüket, vagyis a Diószegen szerzett zsákmányuk a Nagyváradon hagyott résztől eltekintve újra a kurucok birtokába került.

## Kapcsolódó szócikk
- bihari rajtaütés